# Auchenisa schausi
Auchenisa schausi är en fjärilsart som beskrevs av George Francis Hampson 1905. Auchenisa schausi ingår i släktet Auchenisa och familjen nattflyn. Inga underarter finns listade i Catalogue of Life.